# ماری ساندرز
ماری ساندرز (به انگلیسی: Mary Sanders) ژیمناست زادهٔ ۲۶ اوت ۱۹۸۵ میلادی اهل کشور ایالات متحده آمریکا است.